# Kevin Gilbert
Kevin Matthew Gilbert (Sacramento, 20 de novembro de 1966 – Los Angeles, 17 de maio de 1996) foi um cantor, multi-instrumentista, compositor e produtor norte-americano. Nasceu em Sacramento, no estado da California e desde cedo, se destacou no mundo da música pelo seu talento com qualquer instrumento musical e pelas suas performances tanto em composições próprias como de outras bandas de rock progressivo conhecidas. Ele chegou a ser cogitado a ser vocalista do Genesis em 1997, porém a morte veio antes que isso acontecesse.

## Carreira
Desde quando iniciou sua carreira como músico, com apenas 17 anos, Gilbert sempre se destacava, e desde essa época, sempre tocava diversos instrumentos com facilidade, como trompete, guitarra, baixo, bateria, e teclados. E além disso, ele tinha grande talento como produtor. Durante o ano de 1988, com apenas 22 anos, Kevin tocou durante uma turnê com Eddie Money. Porém o maior feito desse ano para ele, foi ganhar o Yamaha SOUNDCHECK International Rock Music, um festival de música, organizado pelo fabricante de teclados, enquanto excursionava com sua banda de rock progressivo, chamada Giraffe. Mesm oa banda não sendo conhecida de muitos, o talento de Gilbert cada vez mais surpreendi a todos. Nessa época, o produtor e tecladista Pat Leonard (que havia trabalhado com o Pink Floyd no ano anterior, no álbum A Momentary Lapse of Reason, também estava entre aqueles que se surprenderam com a performance de Gilbert durante a turnê do Giraffe, e convidou-o para formar uma banda. Essa banda seria o Toy Matinee. Durante as gravações para o novo projeto musical, Kevin ainda trabalhou em diversos projetos paralelos com vários músicos já conhecidos, como Madonna, Michael Jackson e Keith Emerson, atuando na produção do seu álbum solo, intitulado Changing States. O álbum do Toy Matinee, contendo o mesmo nome da banda, saiu em 1990, e apesar de possuir dois singles de sucesso (The Ballad of Jenny Ledge e Last Plane Out), não houve interesse da gravadora no projeto musical e assim, Pat abandona o projeto dando fim prematuro a banda.
Depois de um tempo, Gilbert passou a tocar frequentemente em uma casa de shows californiana chamada "The Tuesday Music Club". Nesse tempo, ele conheceu uma jovem cantora iniciante, chamada Sheryl Crow. Ambos começaram a namorar um tempo depois, e a união entre ambos surtiu efeito na música. Sheryl passou de uma simples desconhecida, a um grande talento da música mundial, quando Kevin produziu e tocou teclado no seu primeiro álbum de estúdio, com o nome da casa de shows, localizada em Pasadena, onde eles se conheceram. Com o single All I Wanna Do, a cantora arrematou dois Grammys e virou ícone mundial da música. Porém, aquilo que seria uma união de sucesso, se transformou em um grande cataclismo. Assim que foi dada a arrancada para um segundo álbum de Sheryl, a cantora termina seu relacionamento com Kevin, demite não só ele, mas como todo o staff que o ele tinha trazido para produzir o primeiro álbum. Apenas o outro produtor, Bill Bottrell e o baterista Brian MacLeod ficaram para a gravação do segundo álbum. Kevin foi reconhecido apenas tendo seu nome como tecladista nos créditos do álbum de Sheryl. Nem sequer ganhou dinheiro algum com seu trabalho.

## Últimos trabalhos e morte trágica
Kevin então, bastante abatido, continuou a trabalhar, produzindo trilhas sonoras para programas de televisão e filmes. Em 1995, ele resolve lançar seu álbum solo. Escrito todo por ele mesmo, Thud contava com ótimas letras, instrumentação bem elaborada, mas sem divulgação, o álbum não obteve sucesso comercial. Paralelamente a isso, no final de 1994, Gilbert continuava no Giraffe, e na ocasião se apresentou no ProgFest em Los Angeles, interpretando Genesis. Sua performance em The Lamb Lies Down on Broadway foi surpreendente, digna de elogios até mesmo dos integrantes do Genesis.
Nessa época, Phil Collins, resolveu sair do Genesis, para dar mais atenção a sua carreira solo, que ia de vento em popa. Mike Rutherford e Tony Banks precisariam de um substituto para assumir os vocais da banda. Vendo isso, o empresário de Kevin Gilbert, Jon Rubin, mandou uma fita gravada para os integrantes do Genesis, com performances de Kevin solo, e com o Giraffe. Imediatamente a banda elogiou bastante o talento de Gilbert e queriam o mesmo para fazer uma audição com a banda o mais breve possível. Rubin não perdeu tempo, e foi ao apartamento de Gilbert dar a noticia. Depois de muito bater na porta, ele estranha o silencio, e arromba a mesma. Quando abre, ele encontra, chocado, o corpo de Gilbert ja sem vida. Era 17 de maio de 1996.
A morte de Kevin Gilbert comoveu os poucos amigos que ainda acompanhavam sua trajetória. A causa mortis inicialmente foi uma asfixia normal, porém, depois foi apontado que Gilbert sofreu uma Asfixia Autoerótica. Se foi um suicídio, ou apenas um acidente, isso nunca foi provado. O fato é que Gilbert nunca mais foi o mesmo, desde que foi 'passado para trás' por Sheryl Crow. Era muito talentoso, porém ainda depressivo. 

## Legado
Após a morte de Gilbert, foram descobertos vários trabalhos que o músico tinha feito. O primeiro deles foi o álbum ao vivo Kevin Gilbert & Thud - Live at the Troubadour, gravado no final de 1995, durante a turnê do álbum solo. Este foi lançado em 1999, e remasterizado em 2009, dessa vez, vindo juntamente num Box, com DVD do show. Mas o maior legado foi mesmo o álbum conceitual que Gilbert deixou incompleto. A ópera-rock The Shaming of The True, é um trabalho quase autobiográfico que conta a história do personagem ficticio Johnny Virgil, um jovem cantor, que ao ficar famoso, cai em todas as tentações da vida de artista, como sexo, drogas, bebidas, etc. Não se sabe ao certo o que acontece no final do álbum, qual o destino do alter-ego de Kevin. Um grande ponto de interrogação que Gilbert deixou eternamente no seu álbum.
Na ocasião deste trabalho, seu grande amigo, o baterista do Spock's Beard, Nick D'Virgilio, terminou a instrumentação do álbum que ainda faltara e o mesmo foi lançado em 2000. Como todos os outros álbuns, The Shaming of the True ficou obscuro no mundo da música, mas o talento continuava evidente, mesmo depois de morto, e a genialidade da obra era comparavel aos grandes conceituais do progressivo, como The Lamb Lies Down on Broadway e The Wall.
Em 2002, Nick gravou uma performance ao vivo do álbum, e no mesmo ano, lançou um DVD ao vivo intitulado The Shaming of the True Live.
Quando o trabalho de Gilbert parecia terminado, são lançados dois álbuns de trabalhos solo de Gilbert. Nuts e Bolts, foram gravados entre 1994 e 1996 são duas coleções de inéditas e músicas já conhecidas de Gilbert mixadas. E em 10 de março de 2010, foi lançado, depois de 20 anos, um álbum com performances ao vivo do Toy Matinee.

## Discografia
- NRG - No Reasons Given (1984)
- Giraffe - The Power Of Suggestion (1987)
- Giraffe - The View From Here (1988)
- Toy Matinee - Toy Matinee (1990)
- Marc Bonilla - EE Ticket (1991)
- Marc Bonilla - American Matador (1993)
- Sheryl Crow - Tuesday Night Music Club (1993)
- Kevin Gilbert - Thud (1995)
- Giraffe - Giraffe (1999)
- Kevin Gilbert & Thud - Live at the Troubadour (1999)
- Kevin Gilbert - The Shaming of the True (2000)
- Kaviar - The Kaviar Sessions (2002)
- Kevin Gilbert - Nuts (2009)
- Kevin Gilbert - Bolts (2009)
- Kevin Gilbert & Thud - Welcome to Joytown - Thud Live at the Troubadour DVD/CD combo (2009)
- Kevin Gilbert Performs Toy Matinee Live (2010)